# Don Francisco (Fernsehmoderator)

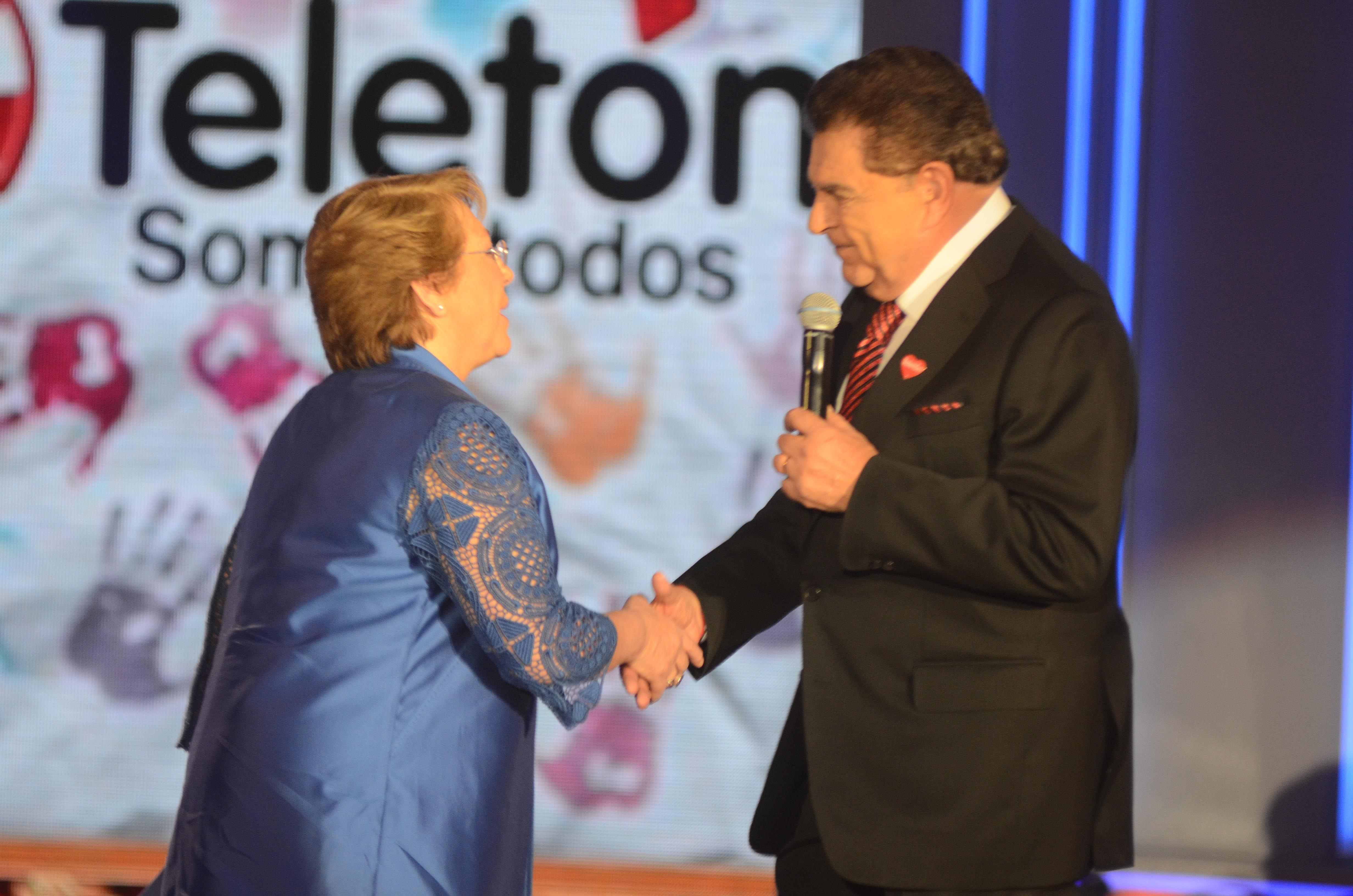
Don Francisco mit der chilenischen Staatspräsidentin Michelle Bachelet (2014)

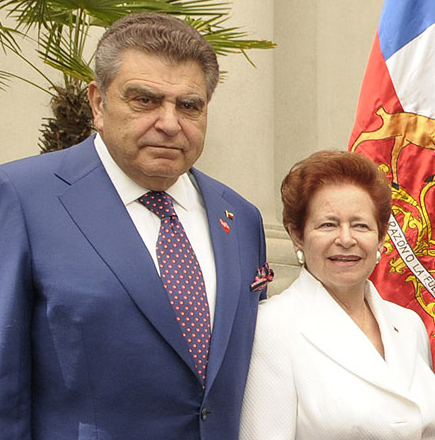
Mario Kreutzberger und Teresa Muchnick (2010)

Don Francisco, eigentlich Mario Luis Kreutzberger Blumenfeld, (geboren 28. Dezember 1940 in Talca) ist ein chilenischer Fernsehmoderator.

## Leben
Mario Kreutzbergers Eltern sind deutsche Juden, die in der Zeit des Nationalsozialismus verfolgt und aus Deutschland vertrieben wurden, sein Vater war Häftling im KZ Bergen-Belsen. Ihnen gelang die Flucht nach Chile, wo der Vater ein kleines Bekleidungsgeschäft betrieb.
Mario Kreutzberger wuchs zweisprachig auf, die deutsche Sprache hat er sich bewahrt, das Spanische lernte er in der Schule. Er verwendete bereits als Jugendlicher den Künstlernamen Don Francisco, als er als Komiker in einem jüdischen Klub in Santiago de Chile auftrat. Von seinen Eltern wurde er für eine Schneiderlehre nach New York City geschickt, nach zwei Jahren kehrte er zurück und strebte stattdessen nun eine Tätigkeit im Fernsehen an.
Im chilenischen Fernsehen etablierte er ab 1962 die Samstagabendshow Sábado Gigante, die Mitte der 1980er Jahre von 80 Prozent der Chilenen gesehen wurde. Parallel dazu produzierte er ab 1986 eine zweite Show mit einem US-amerikanischen Sender in Miami. Kreutzberger übersiedelte nach Miami und produzierte nur noch dort. Die Show erreichte in ihren besten Zeiten knapp 100 Millionen Zuschauer in Amerika, davon zwei Millionen in den Vereinigten Staaten. Im September 2015 wurde die nach dem Guinness-Buch der Rekorde langlebigste aller Fernsehshows beendet.
In der schließlich wieder auf drei Stunden Sendezeit reduzierten Show traten auch international bekannte Künstler und US-amerikanische Spitzenpolitiker auf, die sich von Don Francisco interviewen ließen, um die Hispanics als Wähler zu erreichen. Don Francisco moderierte 2012 die chilenische Version von Rette die Million!, Atrapa los Millones. Er organisierte auch Sondersendungen, um Spendengelder für Katastrophenopfer zu mobilisieren.
Kreutzberger ist seit 1963 mit Teresa Muchnick verheiratet, sie haben drei Kinder. Seine Tochter Vivi Kreutzberger wurde Schauspielerin und trat auch in der Familienshow auf.
Don Francisco hat einen Stern auf dem Hollywood Walk of Fame (7018 Hollywood Blvd.).

## Schriften
- Quien soy? : telebiografia de Mario Kreutzberger. Cochrane : Editora de Publicaciones, 1987
- Don Francisco, entre la espada y la TV : autobiografía.  México : Grijalbo, 2001